# もっかいトラスト
株式会社もっかいトラストは、北海道札幌市清田区清田に本社を置く、リサイクル（古紙、廃プラスチック、古着などを取り扱う）業者。リサイクルサービスブランド『HOKKAI MOKKAI』（ほっかい  もっかい）を展開。2019年4月1日北海紙管株式会社から分社化。

## 沿革
- 2019年（平成31年）4月 - 北海紙管株式会社からリサイクル事業を株式会社もっかいトラストへ分社化。
- 2022年（令和4年）11月 - 北海紙管株式会社　名寄工場を名寄市から北広島市大曲工業団地へ移転し、大曲工場とする。
- 2023年（令和5年）12月 - 有限会社豊栄を子会社化。
- 2024年（令和6年）10月 - 株式会社もっかいトラスト　小山営業所、八千代営業所、東村山営業所の3拠点を追加。

## 主な事業
古紙リサイクル
企業および一般家庭から排出される古紙の回収。取り扱い品目は段ボール、新聞、雑誌、紙管、シュレッダー（屑）、牛乳パック、摸造、込貢等上物古紙、ミックスペーパー（コピー用紙、窓無し封筒、紙袋、名刺、カタログなど）他。回収された古紙は集荷場へ運ばれ、所定の選別・圧縮・梱包処理を経て全国各地の製紙工場へ卸される。
廃プラスチックリサイクル
廃プラスチックの回収および中間処理。取り扱い品目はポリエチレンフィルム、ポリプロピレンバンド、ペットボトル等。
古着リユース
不要になった古着の回収。回収された古着は海外で再び衣類として再利用されます。
機密文書処理
機密文書等の回収、保管、および破砕処理。

## HOKKAI MOKKAI
HOKKAI MOKKAI(ほっかいもっかい)は、同社が2009年に立ち上げたサービスブランド。マスコットキャラクターはヤギをモチーフとしており、ローラースケートを履いた姿で迅速に対応すること表現している。
なお、「HOKKAI」は「北海道」、「MOKKAI」は「もう一回」を意味している。

### キャラクター
白ヤギボーイ「かい」くんヤギの子供。8歳、小学生。
白ヤギパパ白ヤギボーイの父。36歳、古紙回収業。
白ヤギママ白ヤギボーイの母。34歳、主婦。
白ヤギシスター「もも」ちゃん白ヤギボーイの妹。6歳、小学生。
クリスちゃん白ヤギボーイの友人のリス。リス8歳、小学生。
ツネオ白ヤギボーイの友人のキツネ。8歳、小学生。
マーくん白ヤギボーイの友人のクマ。8歳、小学生。

### ヤギについて
春日部営業所において、マスコットキャラクターである本物のヤギの「かい君」「ももちゃん」を飼育している。飼育小屋は歩道に面しており、いつでも見物することが可能。

### その他
もっかいトラストの回収車両にはヤギの鳴き声を使用したオリジナルのバックブザー、ウインカーブザーが使用されている。ただし、車両により鳴き声の回数が異なったり、あるいは鳴き声を使用しない普通のブザー音だったりと、統一はされていない。

## 事業所

### 北海道地区営業所
- 新川営業所 - 北海道札幌市北区新川1条6丁目2番31号
- 菊水営業所 - 北海道札幌市白石区菊水上町1条4丁目202番地11
- 清田営業所 - 北海道札幌市清田区清田1条3丁目7番14号
- 江別営業所 - 北海道江別市工栄町21番地5
- 名寄営業所 - 北海道名寄市字徳田278番地
- 旭川営業所 - 北海道旭川市曙1条8丁目1番8号
- 帯広営業所 - 北海道帯広市西20条北1丁目6番14号
- 函館営業所 - 北海道函館市西桔梗町860番地5
- 苫小牧営業所 - 北海道苫小牧市新開町4丁目3番7号
- 大曲リサイクルセンター - 北海道北広島市大曲工業団地6丁目1番地32

### 本州地区営業所
- 青森営業所 - 青森県青森市合浦1丁目9番2号
- 秋田営業所 - 秋田県秋田市土崎港穀保町130番地1
- 新潟営業所 - 新潟県新潟市東区竹尾738番地1
- 長岡営業所 - 新潟県長岡市北陽2丁目14番地35
- 高岡営業所 - 富山県高岡市福岡町赤丸448番地
- 小山営業所 - 栃木県小山市萱橋1108番地112
- 八千代営業所 - 千葉県八千代市大和田新田494番地6
- 大宮営業所 - 埼玉県さいたま市西区佐知川粕田98番地
- 春日部営業所 - 埼玉県春日部市南栄町15番地9
- 幸手営業所 - 埼玉県幸手市大字平須賀2丁目489番地
- 東村山営業所 - 東京都東村山市久米川町5丁目32番地15

## 関連会社
- 北海紙管株式会社 本社 - 北海道札幌市清田区清田1条1丁目7番23号
- グリーンリサイクル株式会社 本社 - 東京都足立区宮城1丁目4番8号
- グリーンリサイクル株式会社 国立営業所 - 東京都国立市谷保3丁目3138番地
- グリーンリサイクル株式会社 横浜営業所 - 神奈川県横浜市鶴見区鶴見中央3丁目8番14号
- 株式会社ジェーピー北海 本社 - 北海道札幌市中央区北2条西1丁目1番地　マルイト札幌ビル
- 株式会社ジェーピー北海 江別事業所 - 北海道江別市工栄町21番地2
- 信越リサイクル株式会社 - 新潟県新潟市東区下木戸1丁目18番17号
- 株式会社ケー・エス工業 - 新潟県新潟市西蒲区升岡428番地2
- 株式会社北海紙業 - 北海道旭川市流通団地2条5丁目13番地
- JHリサイクル株式会社 本社 - 宮城県仙台市青葉区中央4丁目6番1号 SS303階
- JHリサイクル株式会社 福島事業所 - 福島県伊達市保原町上保原字遍照原8番地1
- 有限会社芦別資源商 - 北海道芦別市西芦別町51番地64
- 京都紙管工業株式会社 - 京都府京都市伏見区川東町9番地
- 有限会社豊栄 - 北海道江別市角山64番地18